# Boreham Wood FC
Boreham Wood FC is een Engelse voetbalclub uit Borehamwood, Hertfordshire. De club werd opgericht in 1948 en komt uit in de National League. De club draagt de bijnaam "The Wood" en er bestaat rivaliteit met St. Albans City.

## Geschiedenis
De club ontstond in 1948 als fusieclub uit de lokale clubs Boreham Rovers en Royal Retournez. In 1966, na te hebben gespeeld in competities als de Mid-Herts League, Spartan League en de Parthenon League, sloten ze zich aan bij de Athenian League. Na twee promoties belandde de club op het hoogste niveau van deze amateurcompetitie en in het seizoen 1973–74 werd het kampioenschap van de Athenian League behaald. Na deze promotie ging The Wood deelnemen aan de Isthmian League.
In 1977 werd de Premier Division van de Isthmian League behaald en in de 27 jaar die daar op volgden zou The Wood blijven opereren in de twee niveaus van de Isthmian League. Door een reorganisatie van de Engelse voetbalpiramide in 2004, kwam The Wood vervolgens uit in de Eastern Divison van de Southern Football League. Deze werd gewonnen in het seizoen 2005-06, maar door opnieuw een reorganisatie van de voetbalpiramide, promoveerde de club naar Isthmian League Premier Division.
In 2010 won Boreham Wood de play-offs finale van de Isthmian League Premier Division, waarmee de club voor de eerste keer in haar bestaan promotie naar de Conference South afdwong. In het seizoen 2014-15 behaalde de club zelfs plaats twee van deze Conference South, wat de club recht gaf op deelname aan de play-offs om promotie naar de Conference National. In halve finale werd over twee wedstrijden afgerekend met Havant & Waterlooville (2-0 en 2-2), om vervolgens in de extra tijd van de finale af te rekenen met Whitehawk.
In de FA Cup 2017/18 versloeg Boreham Wood voor het eerst een tegenstander uit de English Football League. Het won in de eerste ronde in eigen huis met 2-1 van Blackpool. In de tweede ronde verloren ze 3-0 van Coventry City. Boreham Wood eindigde als vierde in de National League en plaatste zich voor de play-offs om promotie. Na overwinningen op Fylde (2-1) en Sutton United (3-2), verloor de ploeg in de finale op Wembley van Tranmere Rovers. In 2019/20 eindigde de club als vijfde en plaatste zich opnieuw voor de play-offs. Na het verslaan van Halifax Town met 2-1 in de kwartfinales, verloren ze met 1-0 van Harrogate Town in de halve finale. De club bereikte de eerste ronde van de FA Cup 2020/21, waarin ze League Two-club Southend United met 4-3 versloegen na strafschoppen na een 3-3 gelijkspel. Ze versloegen Canvey Island met 3-0 in de tweede ronde en kwamen in de derde ronde tegen het grote Millwall, dat met 0-2 te sterk bleek. Het volgende seizoen haalde Boreham Wood voor het eerst de vijfde ronde, nadat ze Wimbledon uit de League One en Bournemouth uit de Championship versloegen.
In 2024 degradeerde Boreham Wood uit de National League. Het moest op de laatste speeldag aantreden tegen concurrent Ebbsfleet United, dat twee punten meer had. Een overwinning was voldoende om handhaving te bewerkstelligen, maar de wedstrijd eindigde in 0-0. Hiermee kwam er een einde aan een negenjarig verblijf in de National League. Coach Luke Garrard stapte tevens op. Een jaar later wist de ploeg via de play-offs weer terug te keren naar het vijfde niveau.

## Erelijst
- Isthmian League
  - Division One: 1976/77, 1994/95, 2000/01
- Southern League
  - Division One East: 2005/06
- Athenian League
  - Division One: 1973/74
  - Division Two: 1968/69
- Parthenon League
  - Kampioen: 1955/56

## Bekende (oud-)spelers
- Mark Warburton